# Delito de acción pública
El delito penal público es aquel cuya acción es ejercida de forma exclusiva, excluyente y de oficio por el ministerio público, o el juez, según de que normativa procesal se trate, para la persecución de un delito.
En términos generales, en derecho procesal, existen procesos que requieren ser iniciados y continuados por una persona con derecho a ello. Ejercer la acción en un proceso es iniciarlo, e instar a que se cumplan todas sus etapas hasta su culminación.
En los procesos criminales lo común es la acción pública. En general, la mayoría de estos delitos comienzan a investigarse a partir de una denuncia, pero pueden ser investigados tan pronto tengan los poderes públicos conocimiento de los hechos por cualquier medio. Llegada la noticia de un posible crimen a los organismos del Estado, este actúa sin necesidad de intervención o pedidos de persona alguna, ni siquiera de la víctima directa del crimen, o sus herederos. 
El delito público se contrapone al delito de acción privada (o delito privado), que se caracteriza porque el particular que ha sido víctima del mismo tiene derecho a perseguir la acción de la justicia activamente a través de una querella. También existe el delito de acción pública previa instancia particular (o delito semipúblico), en el cual no es necesario que la víctima persiga el delito a través de una querella, pero sí que se exige que medie al menos una denuncia para que los poderes públicos puedan perseguir el delito y enjuiciar al acusado.
El fundamento de la acción pública es que se considera que la sociedad en su totalidad ha sido perjudicada por el delito cometido y el Estado asume entonces el papel de defensa de la sociedad.
La mayoría de los delitos contemplados en una legislación son de acción pública.